# Premierzy Kirgistanu

## PremierzyKirgistanu(1991–2021)
| Osoba                                | Osoba   | Osoba                                         | Kadencja                | Kadencja             | Partia polityczna                     |
| #                                    | Portret | Imię i nazwisko                               | Od                      | Do                   | Partia polityczna                     |
| ------------------------------------ | ------- | --------------------------------------------- | ----------------------- | -------------------- | ------------------------------------- |
| 1                                    |         | Nasirdin Isanow (1943–1991)                   | 21 stycznia 1991        | 29 listopada 1991    | bezpartyjny                           |
| —                                    |         | Andriej Iordan (1934–2006) tymczasowo         | 29 listopada 1991       | 10 lutego 1992       | bezpartyjny                           |
| 2                                    |         | Tursunbek Czyngyszew (1942–)                  | 10 lutego 1992          | 13 grudnia 1993      | bezpartyjny                           |
| —                                    |         | Ałmanbet Matubraimow (1940–) tymczasowo       | 13 grudnia 1993         | 14 grudnia 1993      | bezpartyjny                           |
| 3                                    |         | Apas Dżumagułow (1934–)                       | 14 grudnia 1993         | 14 marca 1998        | bezpartyjny                           |
| 4                                    |         | Kubanyczbek Dżumalijew (1956–)                | 14 marca 1998           | 23 grudnia 1998      | bezpartyjny                           |
| —                                    |         | Boris Silajew (1946–) tymczasowo              | 23 grudnia 1998         | 25 grudnia 1998      | bezpartyjny                           |
| 5                                    |         | Dżumabek Ibraimow (1944–1999)                 | 25 grudnia 1998         | 4 kwietnia 1999      | bezpartyjny                           |
| —                                    |         | Boris Silajew (1946–) tymczasowo              | 4 kwietnia 1999         | 12 kwietnia 1999     | bezpartyjny                           |
| 6                                    |         | Amangieldy Muralijew (1947–)                  | 12 kwietnia 1999        | 21 grudnia 2000      | bezpartyjny                           |
| 7                                    |         | Kurmanbek Bakijew (1949–)                     | 21 grudnia 2000         | 22 maja 2002         | bezpartyjny                           |
| 8                                    |         | Nikołaj Tanajew (1945–2020)                   | 22 maja 2002            | 25 marca 2005        | bezpartyjny                           |
| (7)                                  |         | Kurmanbek Bakijew (1949–)                     | 25 marca 2005           | 20 czerwca 2005      | Ludowy Ruch Kirgistanu                |
| —                                    |         | Medetbek Kerimkułow (1949–) tymczasowo        | 20 czerwca 2005         | 10 lipca 2005        | bezpartyjny                           |
| (7)                                  |         | Kurmanbek Bakijew (1949–)                     | 10 lipca 2005           | 15 sierpnia 2005     | Ludowy Ruch Kirgistanu                |
| 9                                    |         | Feliks Kułow (1948–)                          | 15 sierpnia 2005        | 29 stycznia 2007     | Ar Namys                              |
| 10                                   |         | Azim Isabekow (1960–)                         | 29 stycznia 2007        | 29 marca 2007        | Ar Namys                              |
| 11                                   |         | Ałmazbek Atambajew (1956–)                    | 29 marca 2007           | 28 listopada 2007    | Socjaldemokratyczna Partia Kirgistanu |
| —                                    |         | Iskenderbek Ajdaralijew (1955–) tymczasowo    | 28 listopada 2007       | 24 grudnia 2007      | bezpartyjny                           |
| 12                                   |         | Igor Czudinow (1961–)                         | 24 grudnia 2007         | 21 października 2009 | Ak Dżoł                               |
| 13                                   |         | Danijar Üsönow (1960–)                        | 21 października 2009    | 7 kwietnia 2010      | Ak Dżoł                               |
| wakat (7 kwietnia – 17 grudnia 2010) |         |                                               |                         |                      |                                       |
| (11)                                 |         | Ałmazbek Atambajew (1956–)                    | 17 grudnia 2010         | 23 września 2011     | Socjaldemokratyczna Partia Kirgistanu |
| —                                    |         | Ömürbek Babanow (1970–) tymczasowo            | 23 września 2011        | 14 listopada 2011    | Partia Respublika                     |
| (11)                                 |         | Ałmazbek Atambajew (1956–)                    | 14 listopada 2011       | 1 grudnia 2011       | Socjaldemokratyczna Partia Kirgistanu |
| 14                                   |         | Ömürbek Babanow (1970–)                       | 1 grudnia 2011          | 1 września 2012      | Partia Respublika                     |
| —                                    |         | Aały Karaszew (1968–) tymczasowo              | 1 września 2012         | 5 września 2012      | Partia Respublika                     |
| 15                                   |         | Dżantörö Satybałdijew (1956–)                 | 5 września 2012         | 25 marca 2014        | bezpartyjny                           |
| 16                                   |         | Dżoomart Otorbajew (1955–)                    | 25 marca 2014           | 1 maja 2015          | bezpartyjny                           |
| 17                                   |         | Temir Sarijew (1963–)                         | 1 maja 2015             | 13 kwietnia 2016     | Ak Szumkar                            |
| 18                                   |         | Sooronbaj Dżeenbekow (1958–)                  | 13 kwietnia 2016        | 22 sierpnia 2017     | bezpartyjny                           |
| —                                    |         | Muchammedkałyj Abyłgazijew (1968–) tymczasowo | 22 sierpnia 2017        | 25 sierpnia 2017     | bezpartyjny                           |
| 19                                   |         | Sapar Isakow (1977–)                          | 25 sierpnia 2017        | 20 kwietnia 2018     | Socjaldemokratyczna Partia Kirgistanu |
| 20                                   |         | Muchammedkałyj Abyłgazijew (1968–)            | 20 kwietnia 2018        | 17 czerwca 2020      | bezpartyjny                           |
| 21                                   |         | Kubatbek Boronow (1964–)                      | 17 czerwca 2020         | 9 października 2020  | bezpartyjny                           |
| wakat (9 – 10/14 października 2020)  |         |                                               |                         |                      |                                       |
| 22                                   |         | Sadyr Dżaparow (1968–)                        | 10/14 października 2020 | 14 listopada 2020    | Mekencził                             |
| —                                    |         | Artiom Nowikow (1987–) tymczasowo             | 14 listopada 2020       | 3 lutego 2021        | bezpartyjny                           |
| 23                                   |         | Ułukbek Maripow (1980–)                       | 3 lutego 2021           | 5 maja 2021          | bezpartyjny                           |

## Przewodniczący Gabinetu MinistrówKirgistanu(od 2021)
| Osoba | Osoba   | Osoba                       | Kadencja             | Kadencja             | Partia polityczna |
| #     | Portret | Imię i nazwisko             | Od                   | Do                   | Partia polityczna |
| ----- | ------- | --------------------------- | -------------------- | -------------------- | ----------------- |
| 1     |         | Ułukbek Maripow (1980–)     | 5 maja 2021          | 12 października 2021 | bezpartyjny       |
| 2     |         | Akyłbek Dżaparow (1964–)    | 12 października 2021 | 16 grudnia 2024      | Ar Namys          |
| 3     |         | Adyłbek Kasymalijew (1960–) | 16 grudnia 2024      | nadal urzęduje       | bezpartyjny       |